# Nyrup
Nyrup is een plaats in de Deense regio Seeland, gemeente Sorø. De plaats telt 461 inwoners (2008).